# Магон III
Магон III (пун. 𐤌𐤂‬𐤍‬; д/н — бл. 344 до н. е.) — державний та військовий діяч Карфагенської держави.

## Життєпис
Походив з роду Магонідів. Син Магона II. Ймовірно брав участь у новій війні проти Сіракуз, що почалася близько 383 року до н. е. Його батько був командувачем війська. Після смерті Магона II близько 377/375 року до н. е. обирається новим командувачем. Домігся перемир'я на час поховання батька, яке використав для отримання підкріплень й харчів. За цим у битві біля Кронії 376/375 року до н. е. завдав поразки сіракузянам, в якій загинув лептін, брат тирана Діонісія Старшого. За свідченням Діодора Сицилійського втрати сіракузян становили 14 тис. вояків.
Втім, Магон III, ймовірно, не мав достатньо війська, аби атакувати Сіракузи, тому відступив до Панорму. В подальшому бойові дії не змінили ситуацію на Сицилії, тому 371 року до н. е. рішенням Адіри було укладено мир з Діонісієм. Володіння Карфагена розширилися до річок Галік і Гимера. Карфаген отримав міста Селінунт, Гераклея, Акрагант, Гимера, Терми, а також 1 тис. талантів. Цей кордон залишився на тривалий час.
По поверненню до Карфагену обирається суфетом, проте у 368 році до н. е. поступився посадою Сун'ятону. Останній вимушений був боротися проти очільника «демократичної партії» Ганнона І Великого. Незважаючи на подальший успіх останнього та фактичне захоплення влади наприкінці 360-х років до н. е., Магон зберігав вплив, ставши після страти Сун'ятона головою «олігархічної партії».
345 року до н. е., скориставшись з невдач Ганнона у війні на Сицилії проти Тімолеонта, новим очільником карфагенських військ було призначено Магона. Той на 150 суднах привіз на острів 50—60-тисячне військо, увійшовши до Сіракуз, де отаборився Гікет, тиран Леонтіни. Вони разом рушили проти Тімолеонта, що перебував в Катані. Цим скористалися греки з Отригія, перейшовши у наступ на власне Сіракузи. Також проти карфагенян виступили італійські греки.
Близько 344 року до н. е. всупереч умовлянням Гікету відплив до Карфагену. За словами Плутарха, Магон покінчив життя самогубством, але карфагеняни, розлючені його невдалими діями в Сицилії, розіп'яли на хресті його труп.